# Trattato del Trianon

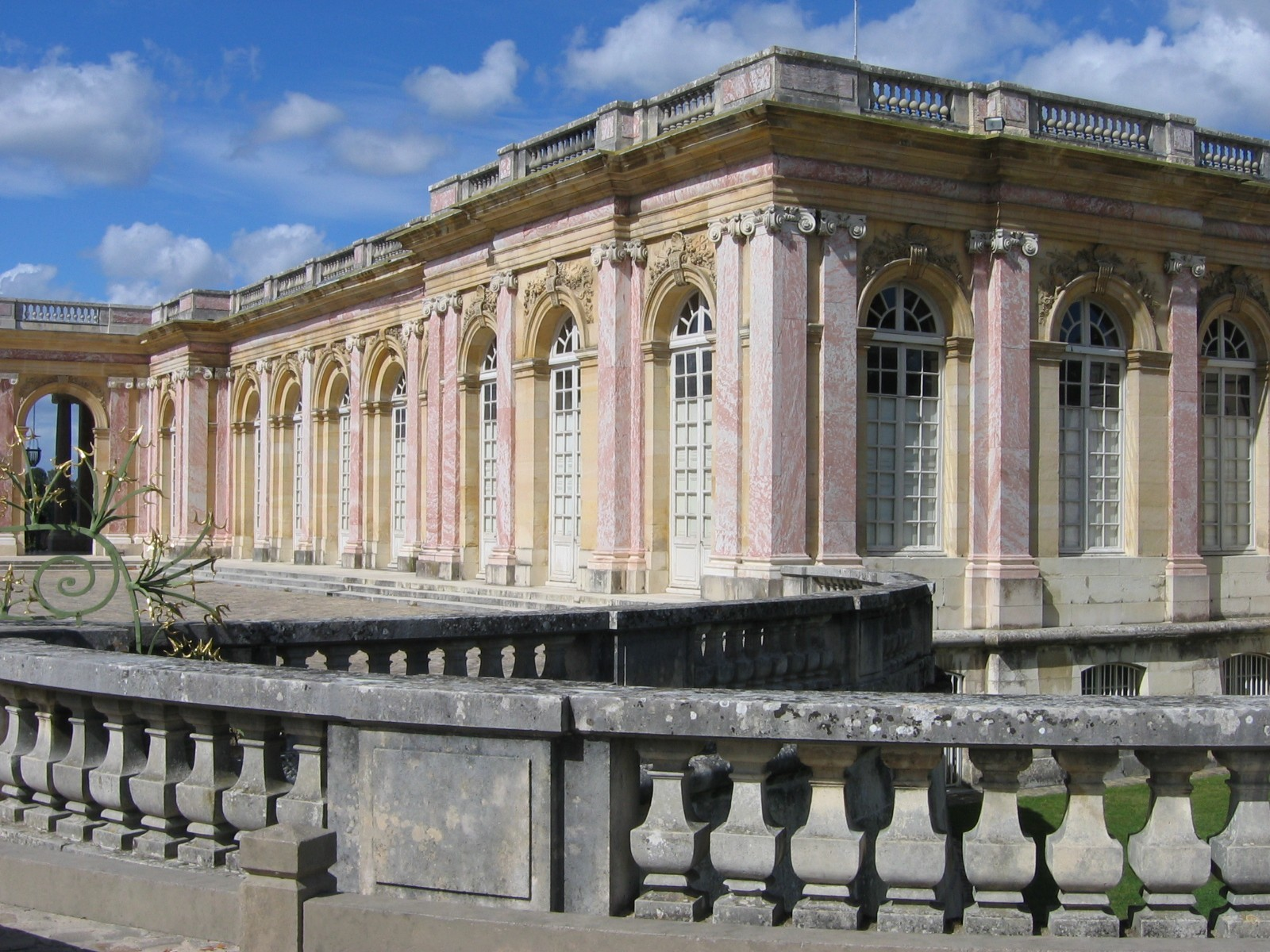
Il Grande Trianon della Reggia di Versailles, dove venne firmato il trattato.

Il trattato del Trianon fu il trattato di pace con cui le potenze vincitrici della prima guerra mondiale stabilirono le sorti del Regno d'Ungheria in seguito alla dissoluzione dell'Impero austro-ungarico. Il trattato venne firmato il 4 giugno 1920 nel palazzo del Grand Trianon di Versailles (Francia).
Gli attori principali del trattato furono le potenze vincitrici, i loro alleati e la parte sconfitta. Le potenze vincitrici comprendevano Stati Uniti, Regno Unito, Francia e Italia; i loro alleati erano Romania, Regno dei Serbi, Croati e Sloveni (in seguito Jugoslavia) e Cecoslovacchia; mentre la parte sconfitta era l'ex monarchia austro-ungarica, rappresentata dall'Ungheria.
Il trattato fu ritenuto unilaterale e ingiusto anche dai contemporanei e secondo alcuni storici contribuì in modo significativo allo scoppio della seconda guerra mondiale. Come il generale francese Ferdinand Foch commentò: "Questa non è la pace, ma solo un armistizio per 20 anni".

## Le frontiere dell'Ungheria
Il 31 ottobre 1918, a Timișoara venne proclamata la Repubblica del Banato e il governo ungherese ne riconobbe l'indipendenza. I confini provvisori dell'Ungheria vennero definiti nel novembre/dicembre 1918. Rispetto al Regno di Ungheria (già facente parte dell'Impero austro-ungarico), i confini dell'Ungheria uscita dalla guerra non comprendevano:
- Una parte della Transilvania, che fu annessa dalla Romania.
- La Slovacchia, che divenne parte della Cecoslovacchia.
- Croazia, Slavonia e Voivodina, che si unirono all'appena costituito Regno dei Serbi, Croati e Sloveni, e le città ungheresi di Pécs, Mohács, Baja e Szigetvár che furono occupate e messe sotto amministrazione provvisoria serbo-croata.
- La città di Fiume che, oggetto di dispute territoriali, fu occupata prima da truppe anglo-francesi e subito dopo (settembre 1919) da truppe irregolari italiane che vi restarono, costituendovi uno stato indipendente, fino all'annessione al Regno d'Italia nel 1924 con il trattato di Roma.

I confini definitivi vennero delineati dal trattato del Trianon nel 1920. Rispetto a quelli stabiliti diciotto mesi prima, i confini stavolta non comprendevano:
- il resto della Transilvania, che divenne parte della Romania.
- La Rutenia subcarpatica, che divenne parte della Cecoslovacchia, conformemente al trattato di Saint-Germain del 1919.
- sempre in conformità al trattato di Saint-Germain, gran parte del Burgenland, dopo un referendum svoltosi nel dicembre 1921, venne assegnato all'Austria, mentre il territorio di Sopron optò per restare all'Ungheria.

In base al trattato del Trianon, le città di Pécs, Mohács, Baja e Szigetvár, che erano state occupate dalla Serbia nel novembre 1918, vennero restituite all'Ungheria.
Rispetto a quella del Regno di Ungheria, la popolazione dell'Ungheria post-Trianon venne ridotta da 19 milioni a 7 milioni, mentre la superficie territoriale venne ridotta di due terzi.
Dopo il 1918, l'Ungheria non ebbe più accesso al mare, che invece il Regno di Ungheria aveva avuto, attraverso i territori dell'odierna Croazia, per oltre 800 anni.

## Interpretazioni storiche
Il principio della riorganizzazione, su base etnica, della carta dell'Europa, accolto dal trattato in base ai Quattordici punti di Thomas Woodrow Wilson, paradossalmente - secondo lo storico britannico Eric Hobsbawm - fornì una giustificazione alle successive pulizie etniche e, addirittura, all'Olocausto degli Ebrei.

### Conseguenze demografiche

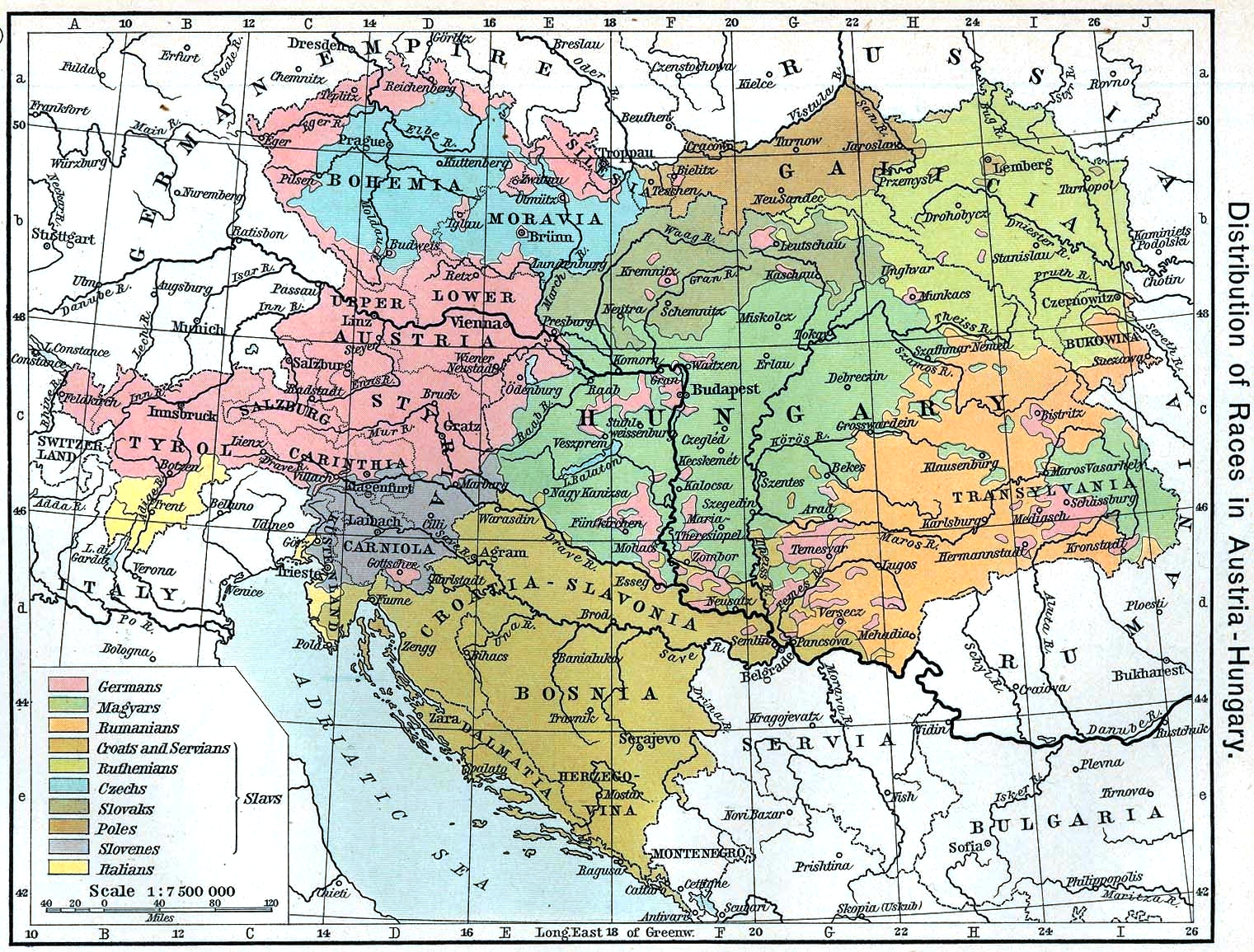
Distribuzione delle lingua d'uso prevalente nell'Austria-Ungheria, in base al censimento del 1910.

In base al censimento del 1910 è possibile tendere solo approssimativamente alla comprensione della distribuzione etnica poiché i censimenti all'interno dell'Impero austro-ungarico erano tenuti a richiedere la lingua parlata e non l'etnia di appartenenza. Il principale gruppo etnico del Regno di Ungheria era quello ungherese, che rappresentava approssimativamente il 48% dell'intera popolazione (calcolando la Croazia). Alcuni demografi, comunque, ritengono che il censimento del 1910 avesse sovrastimato la percentuale di magiari, argomentando con il fatto che ci sarebbero stati risultati differenti nei precedenti censimenti del regno e nei censimenti successivi. Le province che l'Ungheria perse con il trattato avrebbero avuto una popolazione in maggioranza non ungherese, ma anche delle significative minoranze ungheresi e territori con una maggioranza ungherese (Slovacchia del sud, parti della Transilvania e parti della Vojvodina).
Il numero di ungheresi in queste province, basato sul censimento del 1910 era:
- In Slovacchia: 885 000 - 30%
- In Transilvania (regione oggi in Romania): 1 662 000 - 32%
- In Voivodina (regione oggi in Serbia): 420 000 - 28%
- In Transcarpazia (regione oggi in Ucraina): 183 000 - 30%
- In Croazia: 121 000 - 3,5%
- In Slovenia: 20 800 - 1,6%
- In Burgenland (regione oggi in Austria): 26 200 - 9%

La popolazione ungherese in tutte queste regioni diminuì dopo il trattato, anche se minoranze ungheresi risiedono ancora oggi nei paesi limitrofi.
D'altra parte, la diversità etnica dell'Ungheria diminuì considerevolmente: il numero di persone di altra nazionalità entro le frontiere della nuova Ungheria dopo il trattato fu appena superiore al 10%. Ad esempio rimasero circa 450-550 000 tedeschi (550 062 secondo il censimento del 1920, 477 153 secondo il censimento del 1930), 140 000 slovacchi (141.877 secondo il censimento del 1920, 104 786 secondo il censimento del 1939), e circa 45 000 serbi e croati (47 337 croati e 7 031 serbi secondo il censimento del 1930).
Va comunque considerato il fatto che circa 3 000 000 di ungheresi vivono oggi fuori dai confini dell'odierna Ungheria (la popolazione dell'Ungheria è di 9,8 milioni).

### Conseguenze economiche e militari
Dal punto di vista economico, il 61,4% della terra arabile, l'88% dei boschi, il 62,2% delle ferrovie, il 64,5% delle strade battute, l'83,1% della produzione di ghisa, il 55,7% degli impianti industriali e il 67% degli istituti bancari e di credito dell'ex Regno d'Ungheria divennero parte di altre nazioni. Romania e Jugoslavia dovettero assumersi parte degli obblighi finanziari dell'Ungheria, per via del territorio posto sotto la loro sovranità, ma allo stesso tempo pesanti riparazione belliche furono imposte all'Ungheria (200 milioni di corone).
Le condizioni militari furono simili a quelle imposte alla Germania dal trattato di Versailles; l'esercito ungherese venne limitato a 35 000 uomini e dovette rinunciare alla coscrizione obbligatoria. Un'ulteriore disposizione stabiliva che in Ungheria non potessero essere costruite ferrovie con più di un binario.
L'Ungheria dovette inoltre rinunciare a tutti i privilegi in territori extra-europei che appartenevano all'ex monarchia austro-ungarica. Alcuni articoli del trattato richiesero a tutte le parti contraenti di rispettare vari diritti delle minoranze nazionali presenti entro i suoi confini. Ovviamente questi non furono mai rispettati dai paesi eredi. Questo alla fine portò agli Arbitrati di Vienna (primo e secondo), dove venne restituita una parte significativa (circa il 25%, ovvero 55000 km²) del territorio perso nel 1920.

### Conseguenze politiche
Il trauma del trattato, la perdita del territorio, delle risorse economiche, e della popolazione costrinsero l'Ungheria a perseguire una politica irredenta nel periodo interbellico. L'esito fu il raggiungimento di un'alleanza con le Potenze dell'Asse, le uniche a mostrarsi favorevoli ad una revisione del trattato del Trianon. Per sopprimere le aspirazioni magiare ed accerchiare l'Ungheria in tutti i sensi, i paesi beneficiari del trattato del Trianon (Regno di Romania, Regno di Jugoslavia, Cecoslovacchia) formarono la Piccola Intesa. L'unica direzione geografica e politica aperta alla politica estera magiara rimase pertanto quella verso l'Italia fascista, e l'Austria (quindi la Germania nazista dopo l'Anschluss).